# Allison Schmitt
Allison Schmitt (Pittsburgh (Pennsylvania), 7 juni 1990) is een Amerikaanse zwemster. Schmitt vertegenwoordigde haar vaderland op de Olympische Zomerspelen 2008 in Peking, op de Olympische Zomerspelen 2012 in Londen en op de Olympische Zomerspelen 2016 in Rio de Janeiro.

## Carrière
Op de Amerikaanse olympische trials in Omaha, Nebraska kwalificeerde Schmitt zich voor de Spelen op de 200 meter vrije slag en de 4x200 meter vrije slag. In Peking legde de Amerikaanse samen met haar ploeggenotes Natalie Coughlin, Caroline Burckle en Katie Hoff beslag op de bronzen medaille op de 4x200 meter vrije slag. Op de 200 meter vrije slag werd ze uitgeschakeld in de halve finales.
Tijdens de wereldkampioenschappen zwemmen 2009 in Rome veroverde Schmitt de zilveren medaille op de 200 meter vrije slag en eindigde ze als vierde op de 400 meter vrije slag, samen met Dana Vollmer, Lacey Nymeyer en Ariana Kukors sleepte ze de zilveren medaille in de wacht op de 4x200 meter vrije slag.
Op de Pan Pacific kampioenschappen zwemmen 2010 in Irvine sleepte Schmitt de gouden medaille in de wacht op de 200 meter vrije slag, daarnaast eindigde ze als vierde op de 400 meter vrije slag. Op de 4x200 meter vrije slag legde ze samen met Dana Vollmer, Morgan Scroggy en Katie Hoff beslag op de gouden medaille.
In Shanghai nam de Amerikaanse deel aan de wereldkampioenschappen zwemmen 2011, op dit toernooi eindigde ze als zesde op de 200 meter vrije slag. Samen met Missy Franklin, Dagny Knutson en Katie Hoff veroverde ze de wereldtitel op de 4x200 meter vrije slag.
Tijdens de Olympische Zomerspelen van 2012 in Londen sleepte Schmitt olympisch goud in de wacht op de 200 meter vrije slag en olympisch zilver op de 400 meter vrije slag. Op de 4x200 meter vrije slag legde ze samen met Missy Franklin, Dana Vollmer en Shannon Vreeland beslag op de gouden medaille, samen met Missy Franklin, Rebecca Soni en Dana Vollmer veroverde ze de gouden medaille op de 4x100 meter wisselslag. Op de 4x100 meter vrije slag sleepte ze samen met Missy Franklin, Jessica Hardy en Lia Neal de bronzen medaille in de wacht. Op de wereldkampioenschappen kortebaanzwemmen 2012 in Istanboel werd de Amerikaanse wereldkampioene op de 200 meter vrije slag, op de 400 meter vrije slag strandde ze in de series. Samen met Megan Romano, Jessica Hardy en Lia Neal veroverde ze de wereldtitel op de 4x100 meter vrije slag, op de 4x200 meter vrije slag legde ze samen met Megan Romano, Chelsea Chenault en Shannon Vreeland beslag op de wereldtitel.
In Toronto nam Schmitt deel aan de Pan-Amerikaanse Spelen 2015. Op dit toernooi veroverde ze de gouden medaille op de 200 meter vrije slag. Samen met Kiera Janzen, Courtney Harnish en Gillian Ryan sleepte ze de gouden medaille in de wacht op de 4x200 meter vrije slag. Op de 4x100 meter wisselslag legde ze samen met Natalie Coughlin, Katie Meili en Kelsi Worrell beslag op de gouden medaille. Op de 4x100 meter vrije slag behaalde ze samen met Amanda Weir, Madison Kennedy en Natalie Coughlin de zilveren medaille.
Tijdens de Olympische Zomerspelen van 2016 in Rio de Janeiro veroverde ze samen met Leah Smith, Madeline Dirado en Katie Ledecky de gouden medaille op de 4x200 meter vrije slag. Op de 4x100 meter vrije slag zwom ze samen met Amanda Weir, Lia Neal en Katie Ledecky in de series, in de finale sleepte Ledecky samen met Simone Manuel, Abbey Weitzeil en Dana Vollmer de zilveren medaille in de wacht. Voor haar aandeel in de series werd Schmitt beloond met de zilveren medaille.

## Internationale toernooien
| Jaar | Olympische Spelen                                                                             | WK langebaan                                             | WK kortebaan                                                                  | PanPacs                                                                          | Pan-Ams                                                                     |
| ---- | --------------------------------------------------------------------------------------------- | -------------------------------------------------------- | ----------------------------------------------------------------------------- | -------------------------------------------------------------------------------- | --------------------------------------------------------------------------- |
| 2008 | 9e 200m vrije slag · 4x200m vrije slag                                                        |                                                          | geen deelname                                                                 |                                                                                  |                                                                             |
| 2009 |                                                                                               | 200m vrije slag · 4e 400m vrije slag · 4x200m vrije slag |                                                                               |                                                                                  |                                                                             |
| 2010 |                                                                                               |                                                          | geen deelname                                                                 | serie 100m vrije slag · 200m vrije slag · 4e 400m vrije slag · 4x200m vrije slag |                                                                             |
| 2011 |                                                                                               | 6e 200m vrije slag · 4x200m vrije slag                   |                                                                               |                                                                                  | geen deelname                                                               |
| 2012 | 200m vrije slag · 400m vrije slag · 4x100m vrije slag · 4x200m vrije slag · 4x100m wisselslag |                                                          | 200m vrije slag · 12e 400m vrije slag · 4x100m vrije slag · 4x200m vrije slag |                                                                                  |                                                                             |
| 2013 |                                                                                               | geen deelname                                            |                                                                               |                                                                                  |                                                                             |
| 2014 |                                                                                               |                                                          | geen deelname                                                                 | geen deelname                                                                    |                                                                             |
| 2015 |                                                                                               | geen deelname                                            |                                                                               |                                                                                  | 200m vrije slag · 4x100m vrije slag · 4x200m vrije slag · 4x100m wisselslag |
| 2016 | 4x100m vrije slag · Schmitt zwom enkel de series · 4x200m vrije slag                          |                                                          | 6-11 december                                                                 |                                                                                  |                                                                             |

## Persoonlijke records
Bijgewerkt tot en met 1 juli 2016
Kortebaan
| Afstand         | Tijd    | Datum            | Plaats     |
| --------------- | ------- | ---------------- | ---------- |
| 100m vrije slag | 53,07   | 23 oktober 2011  | Berlijn    |
| 200m vrije slag | 1.51,67 | 19 december 2009 | Manchester |
| 400m vrije slag | 3.55,89 | 18 december 2009 | Manchester |

Langebaan
| Afstand         | Tijd    | Datum        | Plaats |
| --------------- | ------- | ------------ | ------ |
| 100m vrije slag | 53,87   | 1 juli 2016  | Omaha  |
| 200m vrije slag | 1.53,61 | 31 juli 2012 | Londen |
| 400m vrije slag | 4.01,77 | 29 juli 2012 | Londen |